# Alto Chungayo
Alto Chungayo es una localidad peruana ubicada en el distrito de Santo Domingo, perteneciente a la provincia de Morropón del departamento de Piura, al norte del Perú. 

## Ubicación
Alto Chungayo se ubica al norte de la provincia de Morropón, en el distrito de Santo Domingo, en el departamento de Piura.

## Demografía
En 2017 Alto Chungayo tenía una población de 40 habitantes.